# HD 49798
HD 49798 là ngôi sao nhị phân trong chòm sao Puppis, khoảng 650 phân tích từ Trái đất. Nó có cường độ rõ ràng là 8,3.
HD 49798 được phát hiện vào năm 1964 là một tiểu khu O thiếu hydro hiếm gặp. Điều này được xác định là một ngôi sao nhị phân, nhưng bạn đồng hành không thể được phát hiện bằng mắt hoặc bằng quang phổ.
Trong vùng lân cận của nó, các nhà khoa học đã phát hiện ra một nguồn tia X có nhãn RX J0648.0-4418. Chỉ có kính viễn vọng không gian XMM-Newton mới có thể xác định được vật thể gây ra bức xạ. Nó là một sao lùn trắng với khoảng 1,3 khối lượng mặt trời, trên quỹ đạo khoảng HD 49798 và cứ sau 13 giây lại quay một lần. Hệ thống này được coi là một ứng cử viên có khả năng bùng nổ như một siêu tân tinh loại Ia với vài nghìn năm.